# Castillo de San Pedro de Latarce
El castillo de San Pedro de Latarce se encuentra en la localidad del mismo nombre, en la provincia de Valladolid (Castilla y León, España). Reformado en el siglo XV, actualmente está en estado ruinoso. Está bajo la protección de la Declaración genérica del Decreto de 22 de abril de 1949, y la Ley 16/1985 sobre el Patrimonio Histórico Español. El acceso exterior es libre; para ver su interior hay que dirigirse al ayuntamiento en horario de oficina.

## Descripción

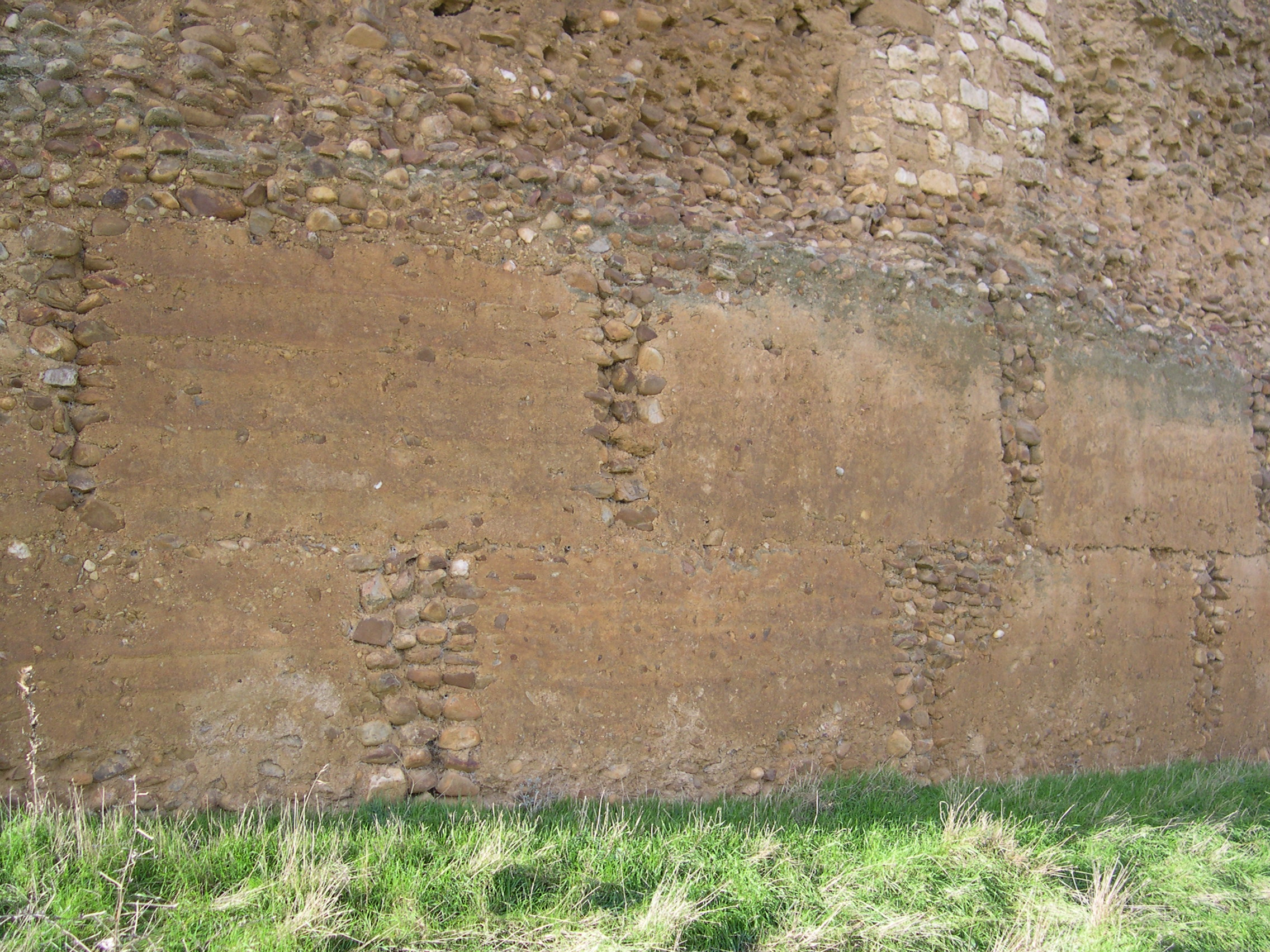
Detalle de las tapias inferiores de la cara noreste del castillo de San Pedro de Latarce

El castillo de San Pedro de Latarce se halla a orillas del río Sequillo, sobre una pequeña elevación del terreno que domina el paso al pueblo desde el puente.
Del castillo sólo queda en pie una muralla cerrada de forma circular de aproximadamente 350 m. La altura llega en algunos tramos hasta los 12 m y la anchura de los muros es de 2,40 m. La muralla está construida con hormigón y canto rodado.
Actualmente es propiedad municipal, tras un largo periplo que comenzó en 1999 –cuando se acordó en Pleno su compra-, hasta 2013 cuando finalmente, tras sentencia judicial, se ha ordenado su inscripción en el registro de la propiedad a nombre del Ayuntamiento.
Su estado general es de ruina progresiva, a pesar de las recientes intervenciones y de que sacasen al castillo de la conocida Lista Roja del Patrimonio español; solo se ha intervenido en una pequeña y muy concreta zona –la puerta original-, quedando a la espera de intervención importantes tramos en riesgo de derrumbe, desprendimientos y desplomes.	No tiene uso específico alguno, aunque existe una antigua vivienda en su interior y algunos pequeños almacenes; excepcionalmente se organizan eventos municipales en su interior, como conciertos, mercados medievales u otras actuaciones ligadas a festividades locales. 

## Historia
Es una de las construcciones defensivas mandadas edificar por Alfonso IX de León para reforzar la frontera frente al reino de Castilla a finales de siglo XII. como el conjunto al que pertenece, es de planta ovalada, se construyó con tapiales de cal y canto de grandes dimensiones, un sistema constructivo antiguo que permitía una rápida construcción, con la peculiaridad de que en esta ocasión la técnica se perfeccionó con el uso de las agujas de varillas pareadas. Avanzada la Edad Media se construiría sobre él un castillo de mampostería encofrada, que incluiría una gran torre-puerta (en época de María de Molina); llegaría a ser propiedad de los Caballeros Templarios, que mantuvieron una de sus bailías en San Pedro de Latarce y su vecino Castromembibre. Después pasaría a ser de la Familia Bazán, quienes construyeron un palacio en su interior abriendo grandes ventanales con vistas al desaparecido puente medieval. Tras ser abandonado, se desmontaron todas sus edificaciones nobles interiores para construir una gran casa fuera del castillo; hechos que fueron origen de un pleito entre el propietario- el Conde de Miranda- y su arrendatario, a finales del siglo XVIII. Finalmente se construyó un pósito en su interior, que acabaría transformándose en vivienda y dependencias agrícolas, hoy día en desuso.

## Interés arquitectónico y potencial arqueológico
Su principal interés arquitectónico radica en la excepcionalidad tipológica y constructiva, es decir: dentro del grupo de recintos al que pertenece es el mejor conservado y el menos trasformado, y en él, se identificó por primera vez el sistema constructivo de agujas de varillas pareadas que permite asociarlo en tiempo y forma con construcciones tan lejanas como las de Granadilla (en Cáceres) o Rueda (en León).	El potencial arqueológico es innegable, la campaña realizada en 2011 lo constató sobrepasando todas las expectativas, ya que se descubrió la puerta original del recinto y su torre y se identificaron al menos 3 niveles de ocupación en su interior. Teniendo en cuenta que existen rellenos de más de 5 metros en el interior del recinto, que las trazas de antiguas construcciones se leen en superficie en distintos puntos, por las descripciones que aparecen en el Pleito de 1786 y, ya que no se ha intervenido nunca dentro de este recinto tan protegido, podemos pensar que existe mucho por descubrir.

## Intervenciones e inversiones realizadas
La principal inversión fue la realizada por el ayuntamiento de San Pedro de Latarce para su adquisición, iniciada en 1999 y concluida oficialmente en 2013, supuso un desembolso de 120 000€ más la cesión de alguna finca municipal. La siguiente intervención materializada en 2008, fue la redacción de Plan Director del Castillo (primera fase), la cual incluyó un primer documento de Levantamiento Arquitectónico, costeado por el ayuntamiento (6.000€). El Plan Director incluye: documentación y diagnóstico, coordinación y propuesta de estudios previos y obras de emergencia, realizado por el Estudio Arquitectura Fernando Cobos SL, fue financiado por la Junta de Castilla y León (18.000€); quedando pendiente una segunda fase de desarrollo del Plan que incluiría –tras unos estudios más específicos: excavaciones arqueológicas,…- un plan de intervenciones y recuperación y un plan de usos. Sobre la base de ese Plan Director, y bajo la dirección técnica de F. Cobos, se realizó la última intervención (2011-2012) que comprendía tanto parte de excavación arqueológica como obras de urgencia, la obra –financiada por la Junta de C y L - costó 58.994,81€; se excavó en el interior del castillo y en la puerta original del recinto, descubriéndose ésta y destinándose el resto de fondos en su consolidación –debido a la importancia del hallazgo y a su mal estado-, de esta manera no se pudieron ejecutar las obras de emergencia inicialmente planificadas.	